# Elek
Elek es una ciudad húngara perteneciente al distrito de Gyula en el condado de Békés, con una población en 2012 de 4816 habitantes.
Se conoce su existencia desde 1232. Estuvo habitada por alemanes durante dos siglos, desde la llegada de alemanes de Franconia en 1724 hasta su expulsión en 1946. Desde 1920 es localidad fronteriza como consecuencia del tratado de Trianon.
Se ubica junto a la frontera con Rumania, unos 10 km al sur de la capital distrital Gyula.